# Maria Beatrice d'Este (regina)
Maria Beatrice d'Este, nota in Inghilterra come Maria di Modena (in lingua inglese: Mary of Modena) (Modena, 5 ottobre 1658 – Saint-Germain-en-Laye, 7 maggio 1718), era figlia di Alfonso IV d'Este, duca di Modena e Reggio, e di Laura Martinozzi, nipote del cardinale Mazzarino.
Come moglie di Giacomo II Stuart, fu regina consorte d'Inghilterra, di Scozia e d'Irlanda, dal 1685 al 1688 (anno della deposizione del marito a seguito della cosiddetta gloriosa rivoluzione).
Visse il resto della sua vita in esilio in Francia, dove appoggiò, pur invano, i tentativi di restaurare sul trono inglese il marito e poi il loro unico figlio maschio, Giacomo Francesco Edoardo Stuart.

## Biografia

### Giovane età

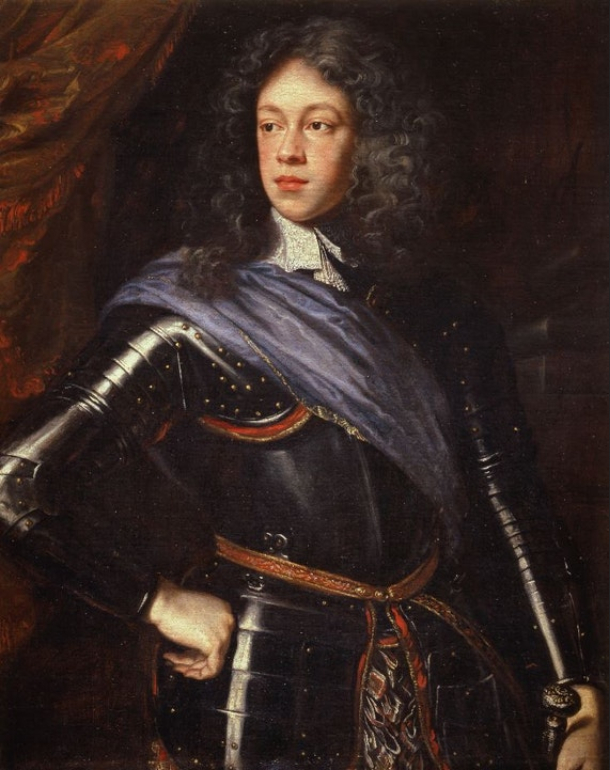
Alfonso IV d'Este, duca di Modena, Padre di Maria, in un ritratto di Justus Sustermans.

Maria Beatrice d'Este, secondogenita di Alfonso IV, duca di Modena e Reggio, e della moglie, Laura Martinozzi, nipote del Cardinale Mazzarino, nacque il 5 ottobre 1658 a Modena, nel Ducato di Modena e Reggio.
Il fratello minore, Francesco, succedette al padre come duca dopo la morte di questi nel 1662, quando Maria aveva quattro anni.
La madre di Maria e Francesco, Laura Martinozzi era rigorosa con loro, e divenne reggente del ducato mentre suo figlio cresceva. L'educazione di Maria fu eccellente: parlava francese ed inglese correntemente e aveva una buona conoscenza del latino.

### Negoziati per il matrimonio
Maria era descritta dai contemporanei come "alta e ammirevolmente formosa" e fu richiesta in moglie per Giacomo, Duca di York, da Lord Peterborough. Lord Peterborough era il groom of the stole del Duca di York, Giacomo, il fratello più giovane ed erede del Re Carlo II d'Inghilterra.
La duchessa Laura non fu inizialmente propensa a una risposta alla proposta di Lord Peterborough, sperando, secondo l'ambasciatore francese, in un accoppiamento "più elevato" fra Maria Beatrice e l'undicenne Carlo II di Spagna.
Luigi XIV, il "Re Sole", appoggiato da papa Clemente X, per ragioni politiche voleva favorire il ritorno del Cattolicesimo in Inghilterra e pensò quindi di ottenere ciò anche facendo sposare al principe di York, Giacomo II Stuart, che era cattolico, una principessa cattolica. All'epoca, in Inghilterra regnava Carlo II, ormai vecchio e senza figli, alla cui morte il trono sarebbe dovuto passare al fratello Giacomo II, quarantenne, vedovo e con due figlie femmine.
Luigi XIV voleva una donna di nobile e antico casato, cattolica, devota ed osservante, che risultasse gradita al duca di York e gli assicurasse una numerosa prole ed altrettanto numerosa discendenza. La sua scelta cadde su Maria Beatrice che, già votata a farsi suora, non ne voleva però sapere. La madre inizialmente l'appoggiò, ma la decisione era ormai presa e a risolvere la questione fu l'intervento del papa, che fece sapere a Maria Beatrice che sarebbe stato più meritorio e utile per la Chiesa cattolica sposare il futuro re d'Inghilterra piuttosto che entrare in convento. Maria Beatrice acconsentì al volere del papa.

### Le nozze e l'arrivo in Inghilterra
Il 30 settembre 1673, a Modena, il quarantenne Giacomo II sposò per procura la quindicenne principessa d'Este, senza sfarzo e festeggiamenti, quasi in segreto. Qualche giorno dopo la madre, che era reggente del ducato per il figlio tredicenne, Francesco II, partì con la figlia per Londra, accompagnata dallo zio, il cardinale Rinaldo, e dagli ambasciatori, facendo tappa a Parigi. La sosta a Parigi doveva essere breve ma si prolungò per diverso tempo in attesa del permesso di entrare in Inghilterra, che il Parlamento inglese non voleva concedere temendo il pericolo di un ritorno al cattolicesimo favorito da quel matrimonio.
Dopo lunghe polemiche e diatribe finalmente il Parlamento inglese concesse il permesso e il 1º novembre 1673 Maria Beatrice ed il suo seguito poterono sbarcare a Dover diretti a Londra, dove avvenne l'incontro fra i due sposi, che non si erano mai visti e conosciuti prima. Luigi XIV di Francia, che approvò la candidatura di Maria, la accolse calorosamente a Parigi, dove lei si fermò, in viaggio verso l'Inghilterra, donandole una spilla di circa £8.000. Il suo arrivo in Inghilterra fu molto freddo. Il Parlamento, che era quasi interamente composto da protestanti, reagì male alla notizia di un matrimonio cattolico, temendo che fosse una "Papista", che complottasse contro il paese. Il popolo inglese, che era in predominanza protestante, marcò la Duchessa di York - come Maria venne chiamata dopo il matrimonio con suo marito - con l'epiteto "figlia del Papa". Il Parlamento minacciava l'annullamento del matrimonio, il che portò Carlo a sospendere il parlamento fino al 7 gennaio 1674, per garantire il matrimonio per salvaguardare la reputazione della Casa degli Stuart.
Il Duca di York, un dichiarato cattolico, aveva venticinque anni in più della sposa, era deturpato dal vaiolo e affetto da balbuzie. Si era segretamente convertito al cattolicesimo intorno al 1668. Maria per prima lo seppe da suo marito il 23 novembre 1673, il giorno della seconda cerimonia. Giacomo era contento con sua moglie. Maria, invece, all'inizio non lo amava, e scoppiò in lacrime quando lo vide.. Ciò nonostante, venne ben presto rassicurata da Giacomo. Dal suo primo matrimonio con Anna Hyde, che era deceduta nel 1671, Giacomo aveva avuto due figlie: Lady Maria e Lady Anna.

### Duchessa di York (1673-1685) e Regina Consorte (1685-1688)
Fino alla morte di Carlo II nel 1685 la vita a corte per Maria Beatrice fu durissima a causa del disprezzo dei cortigiani, che la chiamavano "la figlia del papa" o "la papista", le loro calunnie, le infedeltà del marito, che continuò la sua vita libertina, e la morte di quattro dei figli avuti dal matrimonio. Dei loro dodici figli, cinque erano nati morti, e gli altri morirono durante l'infanzia tranne due. La quarta dei loro figli e seconda nata viva, Isabella, morì all'età di quattro anni, il che mandò la madre in una mania religiosa e in depressione, preoccupando il suo fisico.
Alla morte di Carlo II e all'ascesa al trono di Giacomo II Stuart, il comportamento del marito cambiò e fra i due si stabilì un rapporto più affettuoso, grazie soprattutto al carattere mite della nuova regina. Non cambiò invece il rapporto con i sudditi protestanti, che non volevano accettare un re e una regina cattolici. Per l'incoronazione della nuova coppia reale fu forgiata la Corona di Maria di Modena, usata per incoronare tutte le regine consorti d'Inghilterra fino al 1831.

### Regina in esilio
A seguito della cosiddetta gloriosa rivoluzione, e la conseguente cacciata degli Stuart, Maria Beatrice e Giacomo II furono costretti all'esilio e si stabilirono a Saint-Germain-en-Laye, presso Parigi. Maria Beatrice, anche nell'esilio, tenne un comportamento regale e nelle lettere ai parenti e governanti si firmò sempre secondo l'uso, praticato anche dalla regina Elisabetta II, di far seguire al nome la R maiuscola, iniziale del termine latino regina.

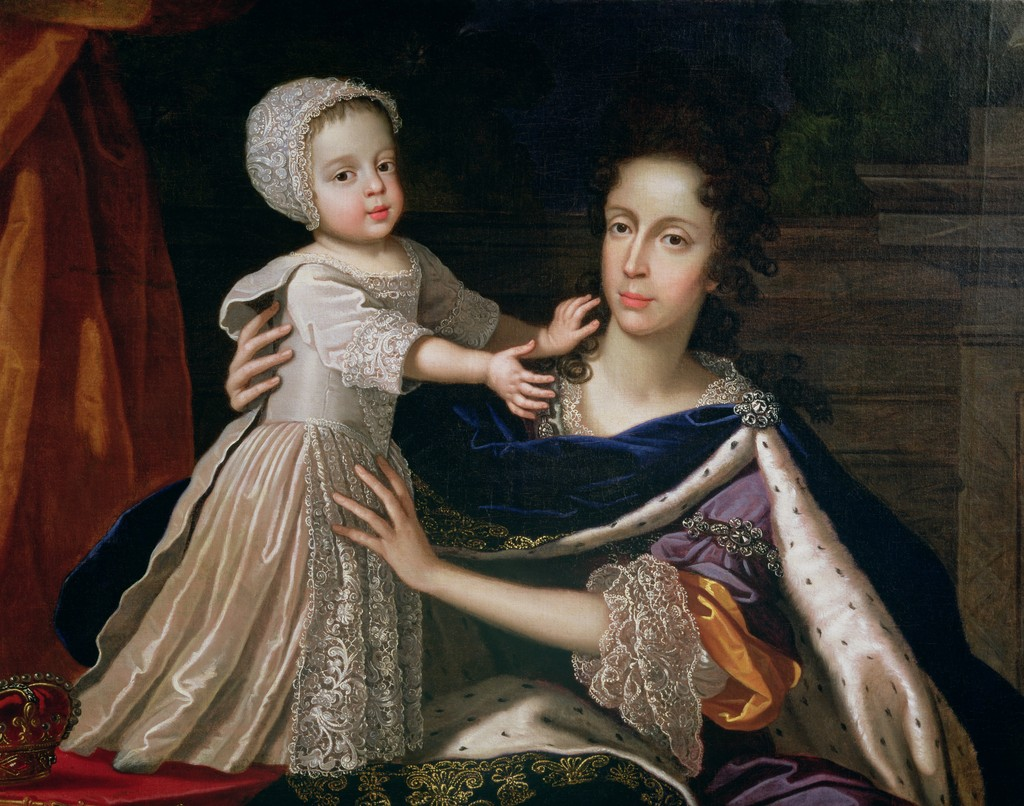
Maria di Modena con il figlio Giacomo, che diventerà il primo pretendente giacobita al trono inglese

Incoraggiò e appoggiò il proposito del marito di ritornare sul trono, restaurare il cattolicesimo e governare da monarca assoluto. Alla morte di Giacomo II, nel 1701, assunse la reggenza per il figlio Giacomo Francesco Edoardo cui il Re Sole riconobbe il titolo di "Giacomo III": Maria Beatrice difese strenuamente i diritti del figlio e lo spronò a continuare l'azione del padre, ormai anacronistica, di riportare uno Stuart sul trono d'Inghilterra, convinta di essere portatrice di una missione divina. A Giacomo III fu offerto il trono a condizione che, anche solo formalmente, si convertisse al protestantesimo, ma egli rifiutò con sdegno la proposta. Maria spese molti soldi per finanziare i suoi piani per riprendere il trono per il figlio, arrivando anche a vendere i suoi gioielli, ma a un certo punto, intorno al 1711, Luigi XIV ritirò il suo supporto a Giacomo Francesco Edoardo e lo espulse dalla Francia. Non molto tempo dopo, lui e la sorella Luisa Maria si ammalarono di vaiolo, e solo lui guarì, mentre lei morì a 19 anni.
Maria Beatrice, ultima regina cattolica d'Inghilterra, ricordata dagli inglesi come Mary of Modena, morì di cancro al seno il 7 maggio 1718 impoverita e sola, all'età di 59 anni, e fu sepolta accanto al marito. Nel 1793, durante la rivoluzione francese, alcuni fanatici violarono le tombe dei due sovrani e dispersero i resti di entrambi.

## Discendenza
A Giacomo II, Maria diede dodici figli, di cui sette nati vivi:
- Nato morto (marzo 1674);
- Caterina Laura (10 gennaio 1675 - 3 ottobre 1675), morta di convulsioni;
- Nato morto (ottobre 1675);
- Isabella (28 agosto 1676 - 2 marzo 1681, sepolta il 4 marzo nell'Abbazia di Westminster);
- Carlo, duca di Cambridge (7 novembre 1677 - 12 dicembre 1677), morto di vaiolo;
- Elisabetta (1678 - 1678);
- Nato morto (febbraio 1681);
- Carlotta Maria (16 agosto 1682 - 16 ottobre 1682, sepolta il 18 ottobre); morta di convulsioni;
- Nato morto (ottobre 1683);
- Nato morto (maggio 1684);
- Giacomo Francesco Edoardo (10 giugno 1688 - 1º gennaio 1766), fu principe di Galles. Sposò la principessa polacca Maria Clementina Sobieska, terzogenita del principe Giacomo Luigi Sobieski (quindi nipote del re Giovanni III Sobieski), con discendenza;
- Luisa Maria Teresa (28 giugno 1692 - 18 aprile 1712), nubile e senza discendenza.

## Canonizzazione
Nel 2007 si è costituito a Modena un comitato per ottenere dall'autorità ecclesiastica l'introduzione della causa di canonizzazione della regina Maria Beatrice, ravvisando nella vita della regina «...tutti gli elementi che contraddistinguono la santità», cioè una condotta di vita moralmente irreprensibile e inattaccabile e la virtù della rinuncia: «Maria Beatrice è stata capace di rinunciare a un trono in nome della propria Fede, seguendo il motto: "non si può barattare il Regno dei Cieli con un regno terreno, per quanto grande esso sia". In un mondo dove il motto dominante è "fai ciò che vuoi" e dove ogni più piccola rinuncia a beni materiali sembra insopportabile, Maria Beatrice costituisce un esempio di vita, un vero e proprio faro».

## Testimonianze contemporanee
I contemporanei dicono di lei che fu di bell'aspetto, gentile e regale nel portamento, affabile, sempre di buon umore e religiosissima, per cui anche sotto gli abiti eleganti indossati portava un cilicio e prima di coricarsi pregava lungamente e devotamente in ginocchio sul pavimento freddo. Come tutti gli Estensi era colta e amante delle arti e della letteratura, per cui si circondò di artisti e letterati. Fece affrescare Hampton Court da Benedetto Gennari, pittore di corte e ridestò l'interesse per la pittura, la musica, il canto, l'opera lirica e teatrale.
C'è chi afferma che questo contribuì allo sviluppo dell'arte inglese del tempo. Lo storico inglese Martin Haile che per primo l'ha studiata e descritta nell'opera Queen Mary of Modena. Her life and letters pubblicata nel 1905, afferma che «...più leggiamo le sue lettere e conosciamo il suo carattere, sempre più cresce in noi la stima e l'ammirazione per lei».

## Ascendenza
|                            |                     |                              | Genitori                         |  |  | Nonni |  |  | Bisnonni           |  |  | Trisnonni     |  |
|                            |                     |                              |                                  |  |  |       |  |  | Alfonso III d'Este |  |  | Cesare d'Este |  |
|                            |                     |                              |                                  |  |  |       |  |  | Alfonso III d'Este |  |  | Cesare d'Este |  |
|                            |                     | Virginia de' Medici          |                                  |  |  |       |  |  | Alfonso III d'Este |  |  |               |  |
| Francesco I d'Este         |                     |                              |                                  |  |  |       |  |  | Alfonso III d'Este |  |  |               |  |
|                            |                     | Isabella di Savoia           | Carlo Emanuele I di Savoia       |  |  |       |  |  |                    |  |  |               |  |
|                            |                     | Isabella di Savoia           | Carlo Emanuele I di Savoia       |  |  |       |  |  |                    |  |  |               |  |
|                            |                     | Isabella di Savoia           | Caterina Michela d'Asburgo       |  |  |       |  |  |                    |  |  |               |  |
| Alfonso IV d'Este          |                     | Isabella di Savoia           |                                  |  |  |       |  |  |                    |  |  |               |  |
|                            |                     | Ranuccio I Farnese           | Alessandro Farnese               |  |  |       |  |  |                    |  |  |               |  |
|                            |                     | Ranuccio I Farnese           | Alessandro Farnese               |  |  |       |  |  |                    |  |  |               |  |
|                            |                     | Ranuccio I Farnese           | Maria d'Aviz                     |  |  |       |  |  |                    |  |  |               |  |
| Maria Farnese              |                     | Ranuccio I Farnese           |                                  |  |  |       |  |  |                    |  |  |               |  |
|                            |                     | Margherita Aldobrandini      | Giovanni Francesco Aldobrandini  |  |  |       |  |  |                    |  |  |               |  |
|                            |                     | Margherita Aldobrandini      | Giovanni Francesco Aldobrandini  |  |  |       |  |  |                    |  |  |               |  |
|                            |                     | Margherita Aldobrandini      | Olimpia Aldobrandini             |  |  |       |  |  |                    |  |  |               |  |
| Maria d'Este               |                     | Margherita Aldobrandini      |                                  |  |  |       |  |  |                    |  |  |               |  |
|                            | Vincenzo Martinozzi | Giovanni Battista Martinozzi |                                  |  |  |       |  |  |                    |  |  |               |  |
|                            | Vincenzo Martinozzi | Giovanni Battista Martinozzi |                                  |  |  |       |  |  |                    |  |  |               |  |
|                            | Vincenzo Martinozzi | Bianca Lanci                 |                                  |  |  |       |  |  |                    |  |  |               |  |
| Girolamo Martinozzi        | Vincenzo Martinozzi |                              |                                  |  |  |       |  |  |                    |  |  |               |  |
|                            |                     | Margherita Marcolini         | Matteo Marcolini                 |  |  |       |  |  |                    |  |  |               |  |
|                            |                     | Margherita Marcolini         | Matteo Marcolini                 |  |  |       |  |  |                    |  |  |               |  |
|                            |                     | Margherita Marcolini         | Tommasa Bertozzi                 |  |  |       |  |  |                    |  |  |               |  |
| Laura Martinozzi           |                     | Margherita Marcolini         |                                  |  |  |       |  |  |                    |  |  |               |  |
|                            |                     | Pietro Mazzarino             | Girolamo Mazzarino               |  |  |       |  |  |                    |  |  |               |  |
|                            |                     | Pietro Mazzarino             | Girolamo Mazzarino               |  |  |       |  |  |                    |  |  |               |  |
|                            |                     | Pietro Mazzarino             | Margherita de Franchis-Passavera |  |  |       |  |  |                    |  |  |               |  |
| Laura Margherita Mazzarino |                     | Pietro Mazzarino             |                                  |  |  |       |  |  |                    |  |  |               |  |
|                            |                     | Ortensia Buffalini           | Giulio Buffalini                 |  |  |       |  |  |                    |  |  |               |  |
|                            |                     | Ortensia Buffalini           | Giulio Buffalini                 |  |  |       |  |  |                    |  |  |               |  |
|                            |                     | Ortensia Buffalini           | Francesca Bellone                |  |  |       |  |  |                    |  |  |               |  |
|                            |                     | Ortensia Buffalini           |                                  |  |  |       |  |  |                    |  |  |               |  |

### Annotazioni
1. ↑  È l'equivalente di circa 10.123 euro odierni.